# Campo de Deportes Jorge Newbery

El Campo de Deportes Jorge Newbery, conocido popularmente como La Quemita, se encuentra ubicado en la ciudad de Buenos Aires, Argentina. Es un complejo polideportivo y recreativo que pertenece al Club Atlético Huracán, donde, entre otras actividades, el primer equipo de fútbol masculino del club realiza sus entrenamientos.

## Historia

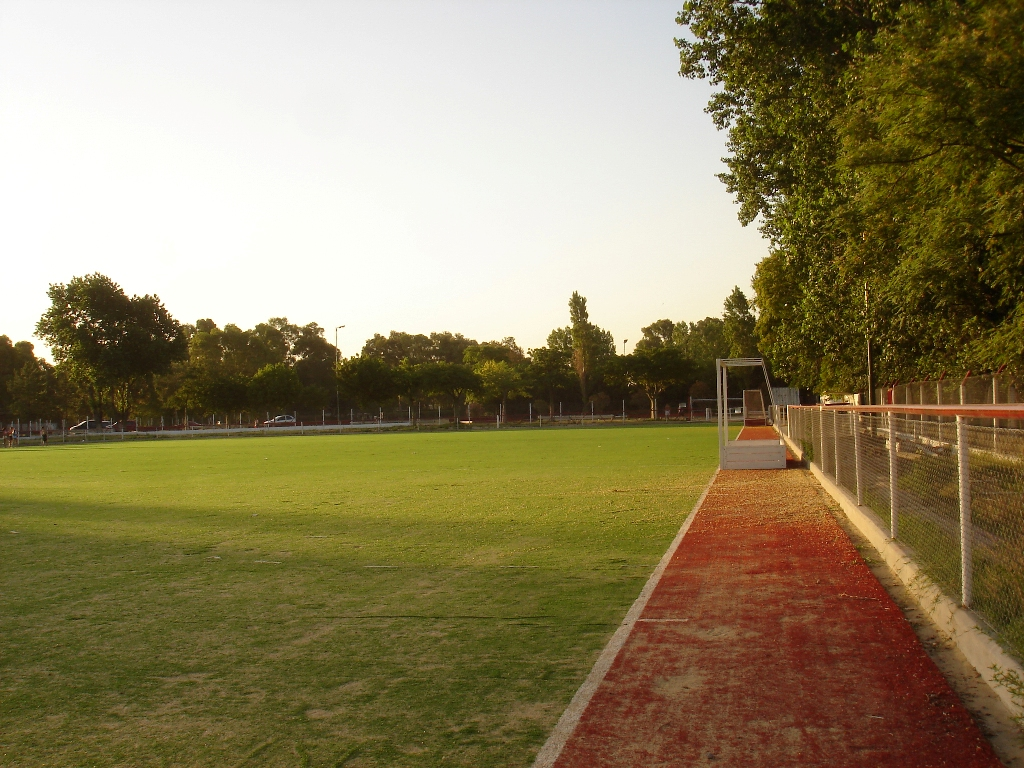
Cancha de césped

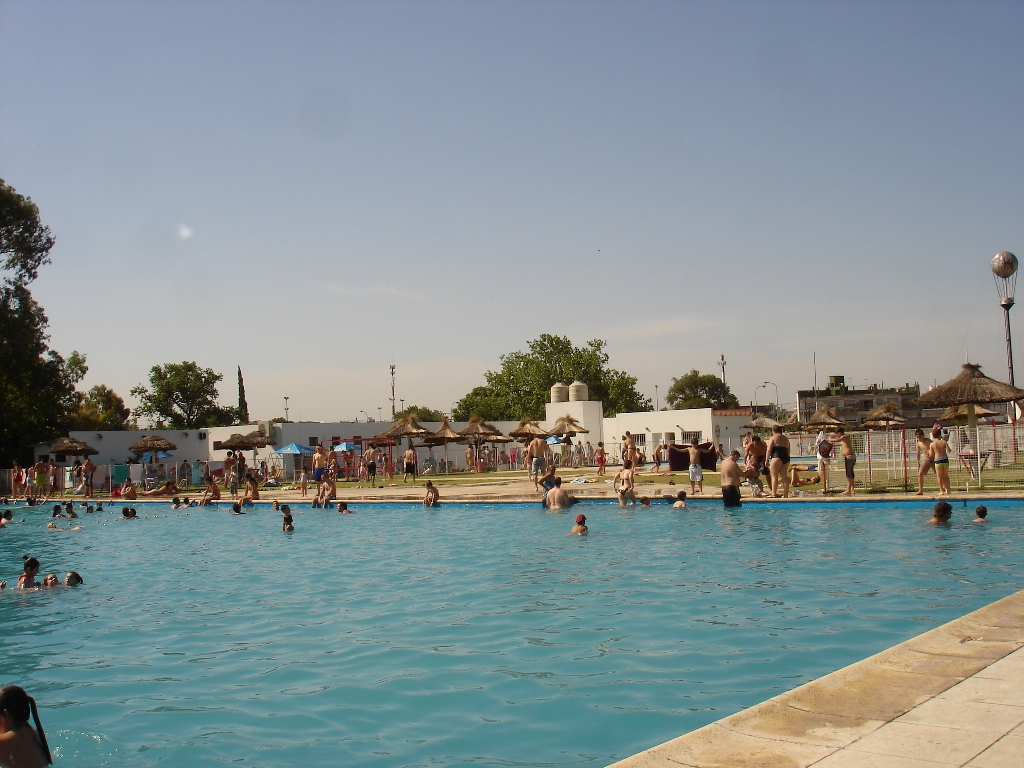
Pileta de natación

El comienzo del emplazamiento del campo deportivo data de los años '80, cuando el Honorable Concejo Deliberante de la Ciudad de Buenos Aires, le concedió al Club Atlético Huracán en forma gratuita y con carácter precario, el uso de un terreno municipal situado entre las calles Lacarra, Balbastro y Castañares, que ocupaban una superficie de aproximadamente 6 hectáreas, que luego se extendieron hasta un total de 14 hectáreas.

## Instalaciones
El predio de deportes Jorge Newbery cuenta con 8 canchas de fútbol, (11) 3 de ellas iluminadas, 3 de fútbol (5) sintético iluminadas, y una de fútbol para ciegos. En las cuales entrenan el primer equipo y las divisiones inferiores, que también juegan sus partidos de local allí. Entre otras instalaciones, se encuentran: una cancha de hockey de césped sintético iluminada, 1 gimnasio para complementos, 1 gimnasio de spinning, 2 canchas de tenis de cemento, cancha de vóley, 2 piletas de natación, mesas, parrillas, quinchos y un amplio estacionamiento para 350 vehículos y 10 micros.

## Datos
El campo de deportes Jorge Newbery está ubicado en Mariano Acosta 1981, Ciudad Autónoma de Buenos Aires y se encuentra abierto todos los días de la semana a partir de las 9 h. Los socios ingresan sin cargo (presentando su carnet al día).